# Edward James Burns
Edward James Burns (Pittsburgh, 7 ottobre 1957) è un vescovo cattolico statunitense, dal 13 dicembre 2016 vescovo di Dallas.

## Biografia
Edward James Burns è nato a Pittsburgh, Pennsylvania, il 7 ottobre 1957 da Donald Burns e Geraldine (nata Little). Ha un fratello, Robert.

### Formazione e ministero sacerdotale
Ha frequentato la Lincoln High School a Ellwood City e poi ha studiato al seminario diocesano "San Paolo" a Pittsburgh. Ha conseguito il Bachelor of Arts in filosofia e sociologia presso la Duquesne University. Ha studiato teologia presso il seminario "Mount Saint Mary" di Emmitsburg conseguendo il Master of Divinity e il Master of Theology.
Il 25 giugno 1983 è stato ordinato presbitero per la diocesi di Pittsburgh da monsignor Vincent Martin Leonard. In seguito è stato vicario parrocchiale della parrocchia di Nostra Signora di Lourdes a Burgettstown dal 1983 al 1988 e della parrocchia dell'Immacolata Concezione a Washington dal 1988 al 1991; direttore delle vocazioni sacerdotali, vice-rettore e decano degli studi del seminario "Saint Paul" dal 1991 al 1996; rettore dello stesso e direttore diocesano per il diaconato permanente e per la formazione permanente per il clero nel 1996 e direttore diocesano del personale presbiterale dal 1997 al 1999. Nel 1999 è stato nominato direttore esecutivo dell'ufficio per il clero, la vita consacrata e le vocazioni presso la Conferenza dei vescovi cattolici degli Stati Uniti. Sotto la sua guida quest'ufficio ha prodotto il pluripremiato DVD Fishers of Men sulla vita dei sacerdoti e ha pubblicato un opuscolo, We Were There, nel quale si descriveva le esperienze dei sacerdoti che hanno prestato servizio nei luoghi degli attentati dell'11 settembre 2001. Nel 2002 è stato co-presidente di un congresso sulle vocazioni in America del Nord promosso dalla Santa Sede e tra il 2005 e il 2006 ha fornito supporto per la visita apostolica di tutti i seminari cattolici negli Stati Uniti. È stato anche direttore ad interim del Segretariato per la vita e il ministero sacerdotale e come consulente del comitato episcopale per la protezione dei bambini e dei giovani. Nel 2006 è stato nominato cappellano di Sua Santità. Nel 2008 è tornato ai suoi incarichi di rettore del seminario "San Paolo", direttore della formazione pre-ordinazione e direttore delle vocazioni per la diocesi di Pittsburgh.

### Ministero episcopale

Stemma di monsignor Burns come vescovo di Juneau.

Il 19 gennaio 2009 papa Benedetto XVI lo ha nominato vescovo di Juneau. Ha ricevuto l'ordinazione episcopale il 3 marzo successivo nella cattedrale di San Paolo a Pittsburgh dal vescovo di Pittsburgh David Allen Zubik, co-consacranti l'arcivescovo metropolita di Anchorage Roger Lawrence Schwietz e quello di Washington Donald William Wuerl. Ha preso possesso della diocesi il 2 aprile successivo.
Nell'aprile del 2012 ha compiuto la visita ad limina.
Il 13 dicembre 2016 papa Francesco lo ha nominato vescovo di Dallas. Ha preso possesso della diocesi il 9 febbraio successivo con una cerimonia nella cattedrale di Nostra Signora di Guadalupe a Dallas.
Nel gennaio del 2020 ha compiuto una seconda visita ad limina.
In seno alla Conferenza dei vescovi cattolici degli Stati Uniti è membro del comitato per i laici, il matrimonio, la vita famigliare e delegato per la preparazione alla giornata mondiale della gioventù del 2023. In precedenza è stato presidente del comitato per la protezione dei minori e dei giovani e del sottocomitato per le missioni cattoliche interne. È anche membro del consiglio di amministrazione di Catholic Relief Services.
È anche membro del consiglio della Papal Foundation e cancelliere dell'Università di Dallas.
Oltre all'inglese, parla lo spagnolo.

## Genealogia episcopale
La genealogia episcopale è:
- Cardinale Scipione Rebiba
- Cardinale Giulio Antonio Santori
- Cardinale Girolamo Bernerio, O.P.
- Arcivescovo Galeazzo Sanvitale
- Cardinale Ludovico Ludovisi
- Cardinale Luigi Caetani
- Cardinale Ulderico Carpegna
- Cardinale Paluzzo Paluzzi Altieri degli Albertoni
- Papa Benedetto XIII
- Papa Benedetto XIV
- Papa Clemente XIII
- Cardinale Enrico Benedetto Stuart
- Papa Leone XII
- Cardinale Chiarissimo Falconieri Mellini
- Cardinale Camillo Di Pietro
- Cardinale Mieczysław Halka Ledóchowski
- Cardinale Jan Maurycy Paweł Puzyna de Kosielsko
- Arcivescovo Józef Bilczewski
- Arcivescovo Bolesław Twardowski
- Arcivescovo Eugeniusz Baziak
- Papa Giovanni Paolo II
- Cardinale Donald William Wuerl
- Vescovo David Allen Zubik
- Vescovo Kevin James Sweeney

## Araldica
| Stemma | Titolare                             | Descrizione |
|        | Edward James Burns Vescovo di Dallas | Secondo la tradizione araldica ecclesiastica dei paesi anglosassoni, lo stemma del vescovo è impalato con quello della diocesi a simboleggiare la relazione tra l'uomo e l'ufficio che ricopre. Nella parte destra dello scudo (in araldica, destra e sinistra si scambiano dal punto di vista dell'osservatore poiché è consuetudine considerare la parte destra e sinistra dal punto di vista del soldato che teneva in mano il proprio scudo e lo descriveva dal suo punto di vista), troviamo rappresentato lo stemma della diocesi di Dallas. Il campo è rosso in onore del Sacro Cuore di Gesù. L'ansa bianca diagonale rappresenta il fiume Trinity situato all'interno della diocesi. Il percorso dall'alto a sinistra verso il basso a destra, ricorda in qualche modo la direzione da nord-est a sud-est che il fiume ha attraverso lo stato. I gigli all'interno della curva sono tratti dallo stemma di papa Leone XIII che nel 1890 eresse la diocesi di Dallas. Il giglio viene ripetuto tre volte per rappresentare la Santissima Trinità. La stella rappresenta la città di Dallas e rende anche omaggio al soprannome del Texas, "The Lone Star State". Le due spade onorano San Paolo, il santo patrono del primo insediamento cattolico nel nord-est del Texas. Nella parte sinistra dello scudo vi è lo stemma di monsignor Burns. Esso è diviso verticalmente in due sezioni, una azzurra e l'altra oro. La prima simboleggia la separazione dai valori mondani, l'ascesa dell'anima verso Dio e quindi la corsa delle virtù celesti che si innalzano dalle cose della terra verso il cielo. Su questo campo si può vedere una stella circondata da un rosario, in onore della Madonna del Rosario, la cui festa è il 7 ottobre, giorno della nascita del vescovo Burns. L'altra parte dello scudo è d'oro, il metallo più nobile, simbolo allora della prima virtù, la fede: è infatti grazie alla fede che il vescovo Burns è un "pescatore di uomini", servizio che ha svolto come sacerdote, direttore vocazionale, rettore del seminario di Pittsburgh e come vescovo. La presenza in questa parte di una rete da pesca ricorda opportunamente l'incarico che il Signore ha dato a San Pietro di essere un "pescatore di uomini" e l'importanza di questo ministero nella diocesi di Dallas. Il corno nero è un elemento tratto dallo stemma della famiglia Burns e le tre onde d'acqua in azzurro vogliono ricordare i tre fiumi della diocesi di Pittsburgh, da cui proviene il vescovo Burns. Come motto ha scelto l'espressione "Pray with confidence". Ha scelto le parole familiari della liturgia che servono come invito alla preghiera e riflettono le parole dell'apostolo ed evangelista Giovanni che nella sua prima lettera incoraggiano i credenti ad avere fiducia che il Signore ci ascolterà quando preghiamo: "E questa è la fiducia che abbiamo in lui: qualunque cosa gli chiediamo secondo la sua volontà, egli ci ascolta" (1 Gv. 5, 14-15). Riflette anche il passaggio del Vangelo secondo Luca, noto come il Vangelo della preghiera, dove Gesù insegna ai suoi discepoli a pregare: "Ebbene, io vi dico: chiedete e vi sarà dato, cercate e troverete, bussate e vi sarà aperto. 10Perché chiunque chiede riceve e chi cerca trova e a chi bussa sarà aperto" (Lc. 11, 9-10). Lo stemma è completato con gli ornamenti esterni che sono una croce processionale episcopale d'oro, posta dietro allo scudo e che si estende sopra e sotto lo stesso e un cappello ecclesiastico chiamato galero, con sei nappe in tre file su entrambi i lati dello scudo. Queste sono le insegne araldiche di un prelato del grado di vescovo come da disposizione della Santa Sede del 31 marzo 1969. |